# Gabriel Kehr
Gabriel Enrique Kehr Sabra (Temuco, 3 settembre 1996) è un martellista cileno, medaglia d'oro nel 2019 ai Giochi panamericani e Campionati sudamericani.

## Biografia
Kehr inizia a gareggiare a livello regionale nel 2012, ancora quindicenne. A livello seniores ha dovuto spesso contendersi il posto nelle competizioni seniores con il connazionale coetaneo Humberto Mansilla, che lo ha spesso preceduto fino al 2018. Nella stagione 2019, Kehr dopo aver vinto i Campionati sudamericani di Lima, nella medesima città ha conquistato la medaglia d'oro nei Giochi panamericani, proprio davanti a Mansilla. Questo successo, ha permesso ad i due atleti di partecipare come unici  rappresentanti del Cile nel corso dei Mondiali di Doha, dove nessuno dei due si è guadagnato la finale.
Nel 2016, ha dovuto rispondere ad un'accusa di omicidio, come conseguenza di una rissa che lo ha visto tra i protagonisti all'uscita di locale notturno di Temuco.

## Palmarès
| Anno | Manifestazione                   | Sede           | Evento              | Risultato | Prestazione | Note                                     |
| ---- | -------------------------------- | -------------- | ------------------- | --------- | ----------- | ---------------------------------------- |
| 2012 | Campionati sudamericani allievi  | Mendoza        | Lancio del martello | Bronzo    | 66,49 m     |                                          |
| 2013 | Mondiali allievi                 | Donec'k        | Lancio del martello | 12º (q)   | 71,68 m     |                                          |
| 2014 | Mondiali juniores                | Eugene         | Lancio del martello | 21º (q)   | 69,84 m     |                                          |
| 2014 | Campionati sudamericani U23      | Montevideo     | Lancio del martello | Bronzo    | 63,38 m     |                                          |
| 2015 | Campionati sudamericani juniores | Cuenca         | Lancio del martello | Bronzo    | 77,54 m     |                                          |
| 2015 | Campionati panamericani juniores | Edmonton       | Lancio del martello | Argento   | 74,42 m     |                                          |
| 2016 | Campionati ibero-americani       | Rio de Janeiro | Lancio del martello | 6º        | 66,90 m     |                                          |
| 2016 | Campionati sudamericani U23      | Lima           | Lancio del martello | Bronzo    | 69,80 m     |                                          |
| 2018 | Giochi sudamericani              | Cochabamba     | Lancio del martello | 4º        | 72,06 m     |                                          |
| 2018 | Campionati ibero-americani       | Trujillo       | Lancio del martello | 5º        | 71,54 m     |                                          |
| 2018 | Campionati sudamericani U23      | Cuenca         | Lancio del martello | Bronzo    | 74,31 m     |                                          |
| 2019 | Campionati sudamericani          | Lima           | Lancio del martello | Oro       | 75,27 m     | Record dei campionati                    |
| 2019 | Giochi panamericani              | Lima           | Lancio del martello | Oro       | 74,98 m     |                                          |
| 2019 | Mondiali                         | Doha           | Lancio del martello | 17º (q)   | 73,99 m     |                                          |
| 2021 | Campionati sudamericani          | Guayaquil      | Lancio del martello | Argento   | 75,18 m     |                                          |
| 2021 | Giochi olimpici                  | Tokyo          | Lancio del martello | 13º (q)   | 75,60 m     |                                          |
| 2022 | Mondiali                         | Eugene         | Lancio del martello | dns       | dns         |                                          |
| 2022 | Giochi sudamericani              | Asunción       | Lancio del martello | Oro       | 76,81 m     | Record dei Giochi                        |
| 2023 | Campionati sudamericani          | San Paolo      | Lancio del martello | Argento   | 75,57 m     |                                          |
| 2023 | Mondiali                         | Budapest       | Lancio del martello | 9º        | 75,99 m     |                                          |
| 2023 | Giochi panamericani              | Santiago       | Lancio del martello | 6º        | 74,32 m     |                                          |
| 2024 | Giochi olimpici                  | Parigi         | Lancio del martello | 20º (q)   | 72,31 m     |                                          |
| 2025 | Sudamericani                     | Mar del Plata  | Lancio del martello | Argento   | 76,90 m     | Miglior prestazione personale stagionale |